# Чемпіонат світу з легкої атлетики 1983
Чемпіонат світу з легкої атлетики 1983 був проведений 7-14 серпня на Олімпійському стадіоні в Гельсінкі.

## Призери

### Чоловіки
| Дисципліна                | Золото                                                               | Золото   | Срібло | Срібло   | Бронза                                                                                 | Бронза   |
| ------------------------- | -------------------------------------------------------------------- | -------- | --- | -------- | -------------------------------------------------------------------------------------- | -------- |
| 100 метрів                | Карл Льюїс США                                                       | 10,07    | Келвін Сміт США                                                                                            | 10,21    | Емміт Кінг США                                                                         | 10,27    |
| 200 метрів                | Келвін Сміт США                                                      | 20,14    | Елліотт Квоу США                                                                                           | 20,41    | П'єтро Меннеа Італія                                                                   | 20,51    |
| 400 метрів                | Берт Кемерон Ямайка                                                  | 45,05    | Майкл Франкс США                                                                                           | 45,22    | Сандер Нікс США                                                                        | 45,24    |
| 800 метрів                | Віллі Вюльбек ФРН                                                    | 1.43,65  | Роб Друпперс Нідерланди                                                                                    | 1.44,20  | Жуакін Крус Бразилія                                                                   | 1.44,27  |
| 1500 метрів               | Стів Крем Велика Британія                                            | 3.41,59  | Стів Скотт США                                                                                             | 3.41,87  | Саїд Ауїта Марокко                                                                     | 3.42,02  |
| 5000 метрів               | Імонн Коглен Ірландія                                                | 13.28,53 | Вернер Шильдгауер НДР                                                                                      | 13.30,20 | Мартті Вайніо Фінляндія                                                                | 13.30,34 |
| 10000 метрів              | Альберто Кова Італія                                                 | 28.01,04 | Вернер Шильдгауер НДР                                                                                      | 28.01,18 | Гансєрг Кунце НДР                                                                      | 28.01,26 |
| 110 метрів з бар'єрами    | Грег Фостер США                                                      | 13,42    | Арто Брюггаре Фінляндія                                                                                    | 13,46    | Віллі Голт США                                                                         | 13,48    |
| 400 метрів з бар'єрами    | Едвін Мозес США                                                      | 47,50    | Гаральд Шмід ФРН                                                                                           | 48,61    | Олександр Харлов СРСР                                                                  | 49,03    |
| 3000 метрів з перешкодами | Патріц Ільг ФРН                                                      | 8.15,06  | Богуслав Мамінський Польща                                                                                 | 8.17,03  | Колін Рейтц Велика Британія                                                            | 8.17,75  |
| 4×100 метрів              | СШАЕмміт Кінг Віллі Голт Келвін Сміт Карл Льюїс                      | 37,86 WR | ІталіяСтефано Тіллі Карло Сіміонато П'єрфранческо Павоні П'єтро Меннеа                                     | 38,37 NR | СРСРАндрій Прокоф'єв Микола Сидоров Володимир Муравйов Віктор Бризгін                  | 38,41    |
| 4×400 метрів              | СРСРСергій Ловачов Олександр Трощило Микола Чернецький Віктор Маркін | 3.00,79  | ФРНЕрвін Скамраль Йорг Вайхінгер Гаральд Шмід Гартмут Вебер Мартін Вепплер (забіг) Едгар Накладаль (забіг) | 3.01,83  | Велика БританіяАйнслі Беннетт Гаррі Кук Тодд Беннетт Філіп Браун Крісс Акабусі (забіг) | 3.03,53  |
| Марафон                   | Роберт де Кастелла Австралія                                         | 2:10.03  | Кебеде Балча Ефіопія                                                                                       | 2:10.27  | Вальдемар Цєрпінські НДР                                                               | 2:10.37  |
| Ходьба 20 кілометрів      | Ернесто Канто Мексика                                                | 1:20.49  | Йозеф Прибилинець Чехословаччина                                                                           | 1:20.59  | Євген Євсюков СРСР                                                                     | 1:21.08  |
| Ходьба 50 кілометрів      | Рональд Вайгель НДР                                                  | 3:43.08  | Хосе Марін Іспанія                                                                                         | 3:46.32  | Сергій Юнг СРСР                                                                        | 3:49.03  |
| Стрибки у висоту          | Геннадій Авдєєнко СРСР                                               | 2,32     | Тайк Пікок США                                                                                             | 2,32     | Чжу Цзяньхуа КНР                                                                       | 2,29     |
| Стрибки з жердиною        | Сергій Бубка СРСР                                                    | 5,70     | Костянтин Волков СРСР                                                                                      | 5,60     | Атанас Тарев Болгарія                                                                  | 5,60     |
| Стрибки в довжину         | Карл Льюїс США                                                       | 8,55     | Джейсон Граймс США                                                                                         | 8,29     | Майк Конлі США                                                                         | 8,12     |
| Потрійний стрибок         | Здзислав Гоффманн Польща                                             | 17,42    | Віллі Бенкс США                                                                                            | 17,18    | Аджаї Агбебаку Нігерія                                                                 | 17,18    |
| Штовхання ядра            | Едвард Саруль Польща                                                 | 21,39    | Ульф Тіммерманн НДР                                                                                        | 21,16    | Ремігіюс Махура Чехословаччина                                                         | 20,98    |
| Метання диска             | Імріх Бугар Чехословаччина                                           | 67,72    | Луїс Деліс Куба                                                                                            | 67,36    | Гейза Валент Чехословаччина                                                            | 66,08    |
| Метання молота            | Сергій Литвинов СРСР                                                 | 82,68    | Юрій Сєдих СРСР                                                                                            | 80,94    | Здзислав Квасний Польща                                                                | 79,42    |
| Метання списа             | Детлеф Міхель НДР                                                    | 89,48    | Том Петранофф США                                                                                          | 85,60    | Дайніс Кула СРСР                                                                       | 85,58    |
| Десятиборство             | Дейлі Томпсон Велика Британія                                        | 8666     | Юрген Гінгсен ФРН                                                                                          | 8561     | Зігфрід Вентц ФРН                                                                      | 8478     |

### Жінки
| Дисципліна             | Золото                                                                                            | Золото   | Срібло                                                                                      | Срібло  | Бронза                                                         | Бронза  |
| ---------------------- | ------------------------------------------------------------------------------------------------- | -------- | ------------------------------------------------------------------------------------------- | ------- | -------------------------------------------------------------- | ------- |
| 100 метрів             | Марліс Ґер НДР                                                                                    | 10,97    | Маріта Кох НДР                                                                              | 11,02   | Даян Вільямс США                                               | 11,06   |
| 200 метрів             | Маріта Кох НДР                                                                                    | 22,13    | Мерлін Отті Ямайка                                                                          | 22,19   | Кейті Кук Велика Британія                                      | 22,37   |
| 400 метрів             | Ярміла Кратохвілова Чехословаччина                                                                | 47,99 WR | Татьяна Коцембова Чехословаччина                                                            | 48,59   | Марія Пінігіна СРСР                                            | 49,19   |
| 800 метрів             | Ярміла Кратохвілова Чехословаччина                                                                | 1.54,68  | Любов Гуріна СРСР                                                                           | 1.56,11 | Катерина Подкопаєва СРСР                                       | 1.57,58 |
| 1500 метрів            | Мері Декер США                                                                                    | 4.00,90  | Заміра Зайцева СРСР                                                                         | 4.01,19 | Катерина Подкопаєва СРСР                                       | 4.02,25 |
| 3000 метрів            | Мері Декер США                                                                                    | 8.34,62  | Брігітте Краус ФРН                                                                          | 8.35,11 | Тетяна Казанкіна СРСР                                          | 8.35,13 |
| 100 метрів з бар'єрами | Беттіне Ян НДР                                                                                    | 12,35    | Керстін Кнабе НДР                                                                           | 12,42   | Гінка Загорчева Болгарія                                       | 12,62   |
| 400 метрів з бар'єрами | Катерина Фесенко СРСР                                                                             | 54,14    | Анна Амбразене СРСР                                                                         | 54,15   | Еллен Фідлер НДР                                               | 54,55   |
| 4×100 метрів           | НДРЗільке Гладіш Маріта Кох Інґрід Ауерсвальд Марліс Ґер                                          | 41,76    | Велика БританіяДжоан Баптіст Кейті Кук Беверлі Коллендер Ширлі Томас                        | 42,71   | ЯмайкаЛеліт Ходжес Жаклін П'юзі Джульєт Катберт Мерлін Отті    | 42,73   |
| 4×400 метрів           | НДРКерстін Вальтер Сабіне Буш Маріта Кох Дагмар Рюбзам Ундіне Бремер (забіг) Еллен Фідлер (забіг) | 3.19,73  | ЧехословаччинаТатьяна Коцембова Мілена Матейковічова Зузана Моравчикова Ярміла Кратохвілова | 3.20,32 | СРСРОлена Корбан Марина Іванова Ірина Баскакова Марія Пінігіна | 3.21,16 |
| Марафон                | Грете Вайтц Норвегія                                                                              | 2:28.09  | Меріенн Дікерсон США                                                                        | 2:31.09 | Раїса Смехнова СРСР                                            | 2:31.13 |
| Стрибки у висоту       | Тамара Бикова СРСР                                                                                | 2,01     | Ульріке Мейфарт ФРН                                                                         | 1,99    | Луїз Ріттер США                                                | 1,95    |
| Стрибки в довжину      | Гайке Дауте НДР                                                                                   | 7,27     | Анішоара Кушмир Румунія                                                                     | 7,15    | Керол Льюїс США                                                | 7,04    |
| Штовхання ядра         | Гелена Фібінгерова Чехословаччина                                                                 | 21,05    | Гельма Кноршайдт НДР                                                                        | 20,70   | Ілона Слюп'янек НДР                                            | 20,56   |
| Метання диска          | Мартіна Опітц НДР                                                                                 | 68,94    | Галина Мурашова СРСР                                                                        | 67,44   | Марія Петкова Болгарія                                         | 66,44   |
| Метання списа          | Тійна Ліллак Фінляндія                                                                            | 70,82    | Фатіма Вітбред Велика Британія                                                              | 69,14   | Анна Верулі Греція                                             | 65,72   |
| Семиборство            | Рамона Нойберт НДР                                                                                | 6714     | Сабіне Петц НДР                                                                             | 6662    | Анке Фатер НДР                                                 | 6532    |

## Медальний залік
| Місце               | Країна              | Золото | Срібло | Бронза | Загалом |
| ------------------- | ------------------- | ------ | ------ | ------ | ------- |
| 1                   | НДР                 | 10     | 7      | 5      | 22      |
| 2                   | США                 | 8      | 9      | 7      | 24      |
| 3                   | СРСР                | 6      | 6      | 11     | 23      |
| 4                   | Чехословаччина      | 4      | 3      | 2      | 9       |
| 5                   | ФРН                 | 2      | 5      | 1      | 8       |
| 6                   | Велика Британія     | 2      | 2      | 3      | 7       |
| 7                   | Польща              | 2      | 1      | 1      | 4       |
| 8                   | Італія              | 1      | 1      | 1      | 3       |
| 8                   | Фінляндія           | 1      | 1      | 1      | 3       |
| 8                   | Ямайка              | 1      | 1      | 1      | 3       |
| 11                  | Ірландія            | 1      | 0      | 0      | 1       |
| 11                  | Австралія           | 1      | 0      | 0      | 1       |
| 11                  | Мексика             | 1      | 0      | 0      | 1       |
| 11                  | Норвегія            | 1      | 0      | 0      | 1       |
| 15                  | Ефіопія             | 0      | 1      | 0      | 1       |
| 15                  | Румунія             | 0      | 1      | 0      | 1       |
| 15                  | Іспанія             | 0      | 1      | 0      | 1       |
| 15                  | Куба                | 0      | 1      | 0      | 1       |
| 15                  | Нідерланди          | 0      | 1      | 0      | 1       |
| 20                  | Бразилія            | 0      | 0      | 1      | 1       |
| 20                  | КНР                 | 0      | 0      | 1      | 1       |
| 20                  | Марокко             | 0      | 0      | 1      | 1       |
| 20                  | Нігерія             | 0      | 0      | 1      | 1       |
| Загалом (23 збірні) | Загалом (23 збірні) | 41     | 41     | 37     | 119     |